# 烏托邦 (異世奇人)
〈烏托邦〉（英語：Utopia）是英國科幻電視劇《異世奇人》系列3的第11集，2007年6月16日在BBC One首播。這集的編劇是拉塞爾·T·戴維斯，由格雷姆·哈珀執導。在演員方面，除了固有的大衛·田納特飾演博士和費馬·阿吉曼扮演的瑪莎·鐘斯外，出演尤哈教授的德雷克·雅可比和約翰·巴洛曼詮演的傑克·夏尼斯隊長也有很重的戲份。
這集講述博士、鐘斯和傑克隊長來到一百億年後的世界。在這兒，一名教授正修復一支火箭，以把最後一批人類傳送到傳說中的理想地「烏托邦」，未能登上火箭的「未來族」心有不甘，試圖破壞火箭。然而，更大的危機正在湧現：博士的天敵法師再次出現。這是新版《異世奇人》自2005年播出以後，經典反派法師首次登場，也是傑克隊長在系列1後的回歸之作。節目首播期間一共吸引784萬英國觀眾收看，並取得正面的評價。

## 劇情
博士和鐘斯從1913年的倫敦回到當代的卡迪夫，以讓卡迪夫裂痕給TARDIS充電。一直等待博士重現的傑克隊長發現TARDIS，決定跟隨二人。期間，TARDIS不受控制地去了一百億年後的馬卡亞星（Malcassairo）。眾人步出TARDIS發現這兒了無人煙，荒涼之極，博士指他們身處熱寂之際，宇宙快將滅亡。傑克隊長喋喋不休地指責博士曾棄他不顧，令博士煩厭不堪。忽然，他們發現一男子正被一群身份不明的類人外星人追殺。博士等試圖幫忙，反引來更大的危險。男子帶著眾人跑到難民基地，終於逃過一劫。
男子自稱為帕德拉，又指那些追捕他的生物是為「未來族」。在熱寂下，馬卡亞星糧食不足，故未來族改以人類為食。帕德拉還透露宇宙末日將至，外面的環境變得愈來愈險峻，而難民基地的作用就是收留這星球上最後的人類。另一邊廂，基地的尤哈教授正為火箭的技術問題而煩惱，故邀請博士幫忙。尤哈教授指火箭的目的地是「烏托邦」，一個由人類於幾千年前為宇宙末日而建的避難處，而火箭之所以遲遲未能升空正是由於各種難以克服的技術問題。博士對「烏托邦」這地聞所未聞，但樂意協助教授。在博士和傑克隊長的合作下，這些技術問題均被解決。這時，一切已準備好，只要把核動力的接連器接駁好，火箭就能升空。
然而，「未來族」不甘於只有人類有資格到「烏托邦」，於是潛入火箭，破壞其電力提供。「未來族」的舉動使得接連器控制室的輻射量暴升，於內裡工作的員工即時死亡。這麼一來，火箭就不能起飛。博士見此，提出由不死之身的傑克隊長負責接駁接連器。在控制室，博士與傑克隊長邊工作，邊閒聊。期間，二人提到TARDIS、重生、時間戰爭和時間領主，這些字一一觸動到教授，使他憶起其真正身份。於是，教授拿出手中的懷表，打算開啟它。
鐘斯赫然發現那懷表就是博士在〈人性〉／〈血之家族〉的轉化器，又想起保依臉曾對博士表示「你並不孤單」（You are not alone）的留言，心覺有異，於是直奔到控制室，告訴博士她的想法。傑克隊長同意鍾斯的話，並對此感到不安。果然，教授見博士等人意欲離開控制室，即把他們關起來，又引入「末來族」追殺眾人。教授的助手真圖認為只有殺掉他才能保護博士等人及確保火箭順利起飛，卻被教授先下殺手。真圖有見殺不了教授，決定用最後一口氣槍傷他，試圖為博士等爭取時間。
博士等及時逃出控制室，又躲過「未來族」的追捕，終找到教授。教授步入TARDIS，將它反鎖，並承認自己是時間領主。此時，博士想法尤哈教授的名字由「YANA」四個字母組成，即「You are not alone」的縮寫，故確定教授的真正身份就是其宿敵——法師。果然，重傷的教授打開懷表重生成法師，並把TARDIS偷走，餘下的劇情會在〈鼓聲〉和〈最後的時間領主〉交代。

### 前後連接
在這集開始時，博士把TARDIS座落在卡迪夫裂痕下充電。這道用肉眼看不見的裂痕曾在〈核爆城市〉出現，令到卡迪夫地動山搖，即鐘斯在這集中所言的「大地震」。隨後，傑克隊長登場，這角色曾在系列1的〈戰火孤雛〉至〈背水一戰〉成為博士身邊的同伴。傑克隊長多次稱博士棄他不顧指的是在〈背水一戰〉中博士以為他已戰死而未帶走他。同時，傑克隊長指他在金絲雀碼頭之戰中看到失蹤者名單中包括羅斯·泰勒的名字，博士解釋她安然無恙，只是去了平行宇宙，所指的是在系列2中〈鬼軍〉／〈末日〉發生的事。
法師繼1996年電影版的《異世奇人》後再度出場。在舊版《異世奇人》中，他與博士曾多次對決，故劇組形容二人的關係為「莫里亞蒂教授與福爾摩斯」。在這集，法師的化身尤哈教授曾向鍾斯表示他腦海裡不時出現隆隆鼓聲，這些鼓聲的真正意義在隨後的兩集〈鼓聲〉／〈最後的時間領主〉及2009年聖誕節至2010年新年播出的〈時之終結〉逐步解釋。此外，尤哈教授手中的懷表曾在〈人性〉／〈血之家族〉合集出現。在這部合集中，博士為逃避外星生物的追殺而化身成人類，並把自己是時間領主的能力和記憶藏在那懷表內。因此，當鐘斯看到尤哈教授的懷表時就相信他是時間領主。
另一個令鐘斯相信尤哈教授是時間領主的原因是神秘角色保依臉的一席話。在〈封閉高速〉一集，這奇怪的生物對博士暗示「你並不孤單」（You are not alone），即博士並非唯一在生的時間領主。此外，鐘斯在尤哈教授的實驗室發現博士的斷掌。這斷掌源於〈聖誕入侵〉，在之後的〈鼓聲〉／〈最後的時間領主〉合集法師利用它取得博士的基因，而在隨後的〈博士之女〉、〈被盜地球〉／〈旅程終結〉合集中，這斷掌再次發揮其用處。

## 製作

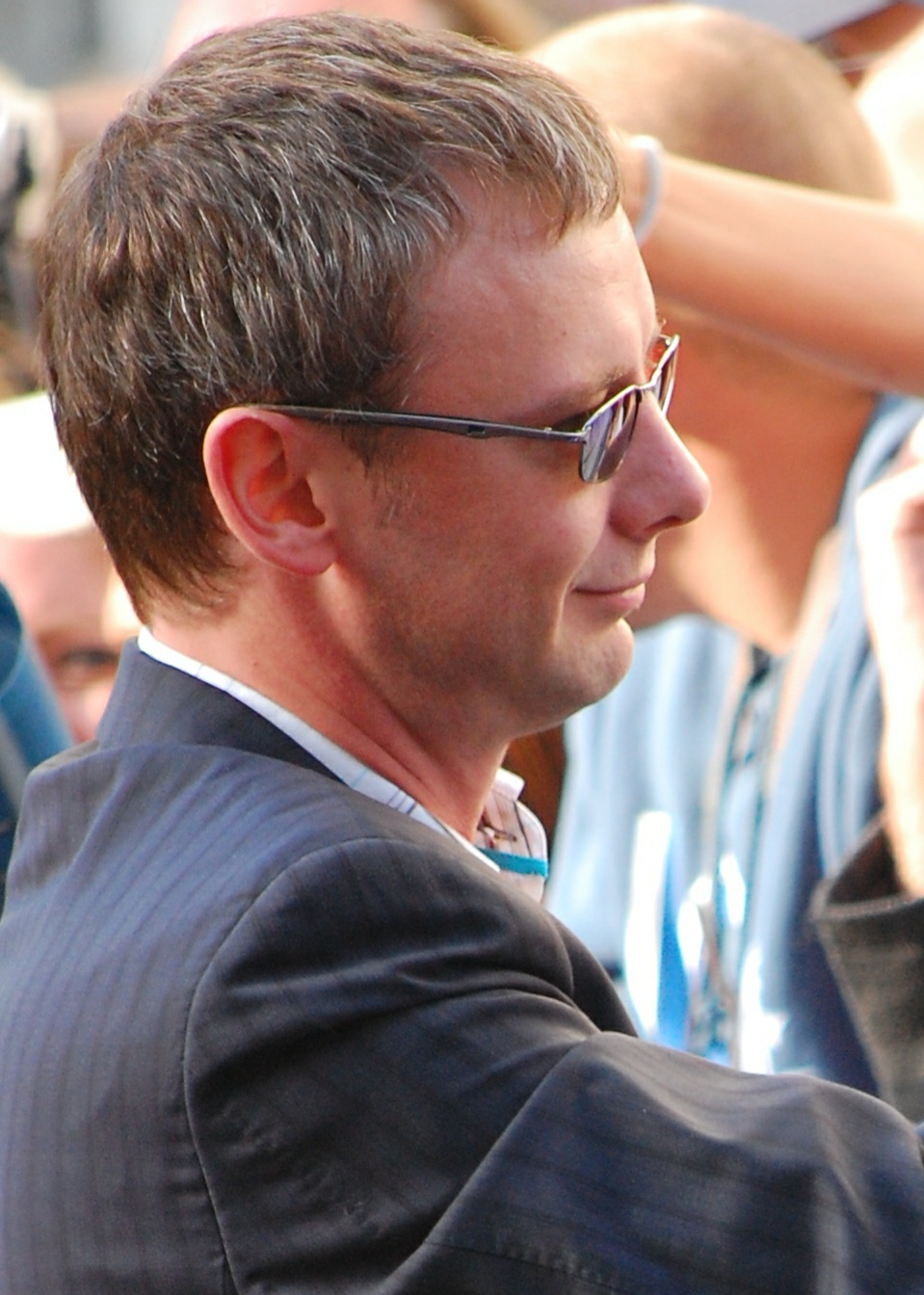
約翰·森因出演時空穿梭劇《迴轉幹探》而被選為法師的扮演者

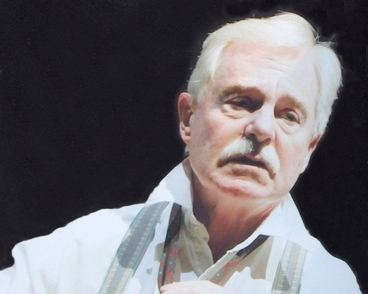
德雷克·雅可比在此集扮演尤哈教授。為隱藏他就是法師，劇組在編寫劇本和佈置背景上花了不少功夫

### 劇本創作
〈烏托邦〉的劇本由拉塞爾·T·戴維斯所寫。在2003年接受《異世奇人雜誌》接受訪問時，他曾表示不會讓法師這經典角色重現。不過，戴維斯後來承認這是撒謊，並直言非常喜歡這反派。因此，戴維斯於BBC落實《異世奇人》系列3後就決定將法師加入劇中。為免法師出現得太唐突，戴維斯選擇在系列2和3的各集暗示這角色的存在，例子有〈愛與獸〉、〈42〉和〈逃跑的新娘〉等。而在這一集中，法師以尤哈教授的身份出場，與博士建立友誼後回復真身，為的是向觀眾重新介紹法師「這個聰明絕頂的人物」。
除了法師外，另一個角色傑克隊長也於〈烏托邦〉回歸。事實上，戴維斯一直希望傑克隊長能夠再次參演，但由於飾演該角的約翰·巴洛曼忙於拍攝《異世奇人》的衍生劇《火炬木小組》而未能參演。直至2006年11月，巴洛曼在一個訪問中證實將參與《異世奇人》的演出。戴維斯解釋事隔一個系列後再邀請巴洛曼出演是由於「傑克隊長會有很多問題要問博士」。《異世奇人雜誌》指傑克隊長的歸來與《火炬木小組》的劇情契合：在〈世界末日〉劇終前，傑克隊長聽到TARDIS的響聲後迅速跑到威爾斯千禧中心後即消聲匿跡，這樣的安排是為了連接本集開始時的情景。
戴維斯整整花了一年時間編寫這集的劇本，其中最大的難題是如何隱藏尤哈教授的真正身份。為此，劇組在設計上花上不少心思。美術指導愛德華·湯馬士憶述為使觀眾覺得尤哈教授是個凡人，故特意把教授的實驗室設計得平平無奇，完全看不出有任何時間領主的象徵。戴維斯故意將尤哈教授設計得風度翩翩，與法師瘋狂的形象造成強烈對比。同時，戴維斯又替尤哈教授加插助手真圖，蓋因在過往的《異世奇人》中法師身邊鮮有同伴。另外，為防觀眾看出一些蛛絲馬跡，戴維斯要求劇組在宣佈這集時絕不能透露教授的名字，而法師在攝制日程表中被稱作「帝王」。

### 選角
在劇本寫好後，劇組即研究由誰擔任法師一角。執行製片人祖利亞·加德納提議起用《迴轉幹探》的男主角約翰·森，蓋因這劇也是以時空穿梭為題材。事實上，森並不是首次獲邀參與《異世奇人》的拍攝，但每每都遭到他本人的拒絕。這次，劇組派出加德納和戴維斯到曼徹斯特遊說森參演。當晚，森剛完成《迴轉幹探》的拍攝，在得悉會扮演法師後即欣然接受。
法師的前身尤哈教授由德雷克·雅可比飾演，此前他曾在動畫《沙拉克的恐懼》為法師一角配音。起用雅可比是戴維斯的意思，戴維斯表示在看過雅可比的舞台劇《愛德華二世》後就成為其支持者，並形容他是個「傳奇」。雅可比在獲邀參演後不久答應出演尤哈一角，這是因為他從未參演過《異世奇人》電視劇。
劇中還出現一名在難民基地當接待員的男孩希斯汀，這角色是通過《藍色彼得》的公開比賽徵召。這比賽的對象為12歲以下的兒童。參賽者須在一個月內就試鏡劇本給予評價並要參與試鏡。最終，9歲男孩約翰·貝爾取得戴維斯的垂青，得以參與演出。

### 拍攝
〈烏托邦〉的導演是格雷姆·哈珀，他在系列2起為《異世奇人》執導。這集原定較〈42〉先開拍，但因雅可比的檔期問題而被迫延期開鏡。〈烏托邦〉終在2007年1月15日開鏡，並在3月1日殺青。這集的大部份鏡頭均在上布製作室製作，用以充當TARDIS的內部、尤哈教授的實驗室和難民基地。馬卡亞星的荒地分別在朗達卡嫩塔夫的艾爾戈礦場和溫沃礦場拍攝，戴維斯還想到威爾士其他礦場取景，但阻於不穩定的天氣和長途的車程，這建議遭到否決。其餘的外景則攝於威爾斯千禧中心和一間空置的玻璃工廠。
一些鏡頭在開拍前被修改，比如戴維斯原安排「未來族」騎著全地形車出場，但因安全考慮而改作狂奔。另一個重要的修改是法師的山羊鬍子，據原來的設定，法師會在鏡頭前玩弄他的鬍子。經戴維斯和森的討論後，二人覺得這幕不必要而沒有拍攝。相比〈封閉高速〉，這集鮮有使用CGI效果，主要的鏡頭包括傑克上隊抱著TARDIS不放、尤哈教授重生為法師以及火箭的外觀。

## 發行和反響
〈烏托邦〉2007年6月16日晚上7時15分在BBC One播映。據收視報告指，當晚共有784萬人收看這集，收視率為38%。欣賞指數方面，節目的得分是87分。
這集普遍取得評論家的好評。IGN的特拉維斯·費科特在10分為滿分下給〈烏托邦〉8.4分，他喜見傑克隊長和法師的回歸，並且滿意劇終留下的懸念，故指這集為系列3的季度結局打下頭炮。但美中不足的是，傑克隊長的登場方式「有點傻氣」，又對「未來族」追殺帕德拉的一幕感到不滿。DVD Talk的尼克·里昂斯稱這集是系列3中最愛的一集，這不但是基於傑克隊長的歸來，還包括劇中緊湊的情節。《SFX》評論家理查德·愛德華在5星滿分下給這集4星，他同樣喜歡法師和傑克隊長的重現，但認為這集的劇情過於精簡。
另外，劇中留下的懸念深得評論家的喜愛。io9的查理·珍·安德絲列〈烏托邦〉為她最愛的懸念。Den of Geek的馬克·簡安德斯選出這為第十任博士中最出色的懸念。數碼間諜的摩根·杰弗里和希斯汀·艾倫同樣欣賞這個懸念。其中，杰弗里稱這是「美好的十分鐘」，又認為這集精彩得令人「不願離座」。《What Culture》的克里斯汀·布恩在2014年選出15個最扣人心弦的《異世奇人》懸念，這集位列第7，並被誇讚為「大師級典範」。《衛報》的史堤芬·布克在評論整個系列3時寫稱：「這懸念也許是個該系列中最棒的一刻」。

## 資料來源
1. 1 2 3 4 5  Burk, Graeme; Smith?, Robert.  1st. ECW Press. 2012-03-06: 170-171. ISBN 1-55022-984-2.
2. ↑  Russell T Davies; David Tennant; John Barrowman; Antony Head. . . 第3系列. 第40集. 2007-07-16. BBC Three.
3. ↑  Doctor Who Magazine Special Edition. September 2002, (2): 14.
4. ↑  Burk, Graeme; Smith?, Robert.  1st. ECW Press. 2012-03-06: 265-266. ISBN 1-55022-984-2.
5. ↑  Burk, Graeme; Smith?, Robert.  1st. ECW Press. 2012-03-06: 238-239. ISBN 1-55022-984-2.
6. 1 2 3 4 5 6 7 8 9 10 11 12 13 14 15  doctor who magazine special edition. 2007, (17): 102–111.
7. ↑  doctor who magazine. August 2007, (386): 41.
8. 1 2 3  doctor who magazine. July 2007, (384): 18–22.
9. ↑  . Doctor Who: A Brief History Of Time (Travel). 2014-07-06  [2015-09-10]. （原始内容存档于2007-06-17）.
10. 1 2  . Doctor Who: A Brief History Of Time (Travel). 2014-07-06  [2015-09-04]. （原始内容存档于2007-06-17）.
11. ↑  doctor who magazine special edition. 2007, (17): 7.
12. ↑  Doctor Who Magazine. August 2007, (386): 6.
13. ↑  . Doctor Who News.   [2014-12-27]. （原始内容存档于2019-09-11）.
14. ↑  Fickett, Travis. . IGN. 2007-09-25  [2012-03-23]. （原始内容存档于2010-11-08）.
15. ↑  Lyons, Nick. . DVD Talk. 2007-10-29  [2013-07-03]. （原始内容存档于2014-08-22）.
16. ↑  Edwards, Richard. . SFX. 2007-06-16  [2012-03-25]. （原始内容存档于2014-03-05）.
17. ↑  Anders, Charlie Jane. . io9. 2010-08-31  [2012-03-23]. （原始内容存档于2012-05-14）.
18. ↑  Harrison, Mark. . Den of Geek. 2010-07-24  [2012-03-23]. （原始内容存档于2012-02-11）.
19. ↑  Jeffery, Morgan; Allen, Chris. . Digital Spy. 2011-07-03  [2012-03-23]. （原始内容存档于2014-11-08）.
20. ↑  Bone, Christian. . What Culture. 2014-12-02  [2015-09-10]. （原始内容存档于2016-03-04）.
21. ↑  Brook, Stephen. . The Guardian. 2007-07-02  [2012-07-27]. （原始内容存档于2012-11-03）.

## 外部連結
- "Utopia" 在 BBC《異世奇人》的主頁
- "Utopia" / "The Sound of Drums" / "Last of the Time Lords" 在 異世奇人參考導覽
- "Utopia" 在 異世奇人: 時間（旅行）簡史
- 互联网电影数据库上烏托邦的资料（英文）